# VIVA (Germania)
VIVA è stato un canale televisivo musicale tedesco, con sede a Berlino.

## Storia
Fondato nel 1993, veniva trasmesso in Germania, ma era ricevibile via satellite in tutta Europa. Dal 2004 è passato sotto la gestione di Viacom International Media Networks. Nel Veneto, da più di 15 anni, l'emittente televisiva tedesca è stata ritrasmessa tutti i giorni da Canale 68 Veneto e da agosto 2011 era presente all'interno del mux Canale 68 Veneto con il nome di Canale 68 Sat.
Il 31 dicembre 2018 chiude su decisione di quest'ultima e per l'occasione lo stesso giorno è stato trasmesso uno speciale chiamato Viva Forever, che ha ripercorso la storia del canale con videoclip e spezzoni di programmi dell'epoca. Dal 1º gennaio 2019 al suo posto è presente Comedy Central, che già condivideva da tempo gran parte della propria programmazione con VIVA.

## Loghi

Primo logo in uso fino al 31 dicembre 2010.
Logo in uso dal 1º gennaio 2011 al 31 dicembre 2018